# Peio
Peio – miejscowość i gmina we Włoszech, w regionie Trydent-Górna Adyga, w prowincji Trydent.
Według danych z 2004 r. gminę zamieszkiwało 1845 osób, 11,5 os./km².